# Oh Yoon-kyung
Oh Yoon-kyung ((오윤경?, 呉允景?); 6 agosto 1941) è un ex calciatore nordcoreano, di ruolo difensore.